# André du Pisani
André du Pisani, född 15 januari 1949 i Windhoek, Namibia, är en namibisk statsvetare. du Pisani är professor i statsvetenskap vid University of Namibia sedan 1998.